# 中種子広域農道
中種子広域農道（なかたねこういきのうどう）は、鹿児島県中種子町を通る農道で、種子島に存在する。

## 概要
1970年(昭和45年)から1979年(昭和54年)にかけて工期。

## 地理的な状況
種子島の中を貫くこの農道は国道58号と分岐する付近から起点となるが、東方面を環状した形の農道である。北寄りに大隅半島が、南寄りに屋久島
がそれぞれ見渡せる。平らな土地が多いのも特徴で、サトウキビやそれを製造する製糖工場などが分布する。

## 観光地など
- 大隅半島
- 屋久島

## 交差する交通
- 国道58号